# Забравени досиета
„Забравени досиета“ (на английски: Cold Case) е американски сериал, излъчен по CBS от 28 септември 2003 г. до 2 май 2010 г. Сериалът се върти около измисленото отделение на полицията във Филаделфия, специализирано в разследването на студени случаи.
На 18 май 2010 г. CBS обявява, че спира сериала след седем сезона и 156 епизода.

## Връзка с други сериали
Дани Пино се появява в ролята на Валънс в епизод от трети сезон на „От местопрестъплението: Ню Йорк“, което вкарва сериала в една вселена с него, „От местопрестъплението“, „От местопрестъплението: Маями“, „От местопрестъплението: Кибер атаки“ и „Безследно изчезнали“.

## В България
В България първи сезон на сериала е излъчен по bTV.
По-късно започва и по Нова телевизия, където е излъчен до трети сезон. Ролите се озвучават от артистите Силвия Лулчева, Венета Зюмбюлева, Любомир Младенов, Даниел Цочев и Борис Чернев.
Излъчван е и по Diema, където е пуснат и четвърти сезон. Ролите се озвучават от артистите Даниела Йорданова, Ани Василева, Силви Стоицов, Тодор Георгиев, който по-късно е заместен от Емил Емилов, и Симеон Владов.